# Stor-Stentjärnen, Ångermanland
Stor-Stentjärnen är en sjö i Sollefteå kommun i Ångermanland och ingår i Ångermanälvens huvudavrinningsområde.